# Leiosphaerella succinea
Leiosphaerella succinea är en svampart som först beskrevs av Roberge ex Desm., och fick sitt nu gällande namn av E. Müll. 1962. Leiosphaerella succinea ingår i släktet Leiosphaerella, ordningen kolkärnsvampar, klassen Sordariomycetes, divisionen sporsäcksvampar och riket svampar.   Inga underarter finns listade i Catalogue of Life.